# Vi Lyles
Vi Lyles (Charlotte, 28 settembre 1952) è un politico statunitense, sindaco di Charlotte dal 2017.

## Biografia
Afroamericana, Vi Lyles è nata a Charlotte, in carolina del Nord. Membro del Partito Democratico, Lyles è stato membro del consiglio comunale di Charlotte prima di assumere la carica di sindaco.

## Carriera
È stata eletta al consiglio comunale di Charlotte nel 2013. Dopo l'uccisione di Keith Lamont Scott, causata dell'odio razziale, nel settembre 2016, ha proposto un piano in sette punti per ridurre le divisioni di etnia e di classe nella città, parte del quale è stato approvato dal consiglio.  Nel febbraio 2016, Lyles ha sostenuto un'ordinanza di non discriminazione delle persone LGBTQ.
Lyles ha sconfitto Kenny Smith, un membro del consiglio comunale repubblicano, nelle elezioni del sindaco di Charlotte del 2017, vincendo con 72.073 voti (59,15%) contro i 49.652 di Smith (40,75%).È il primo sindaco donna afroamericana della città.
Nel 2020 ha rivinto le elezioni.